# Monapia guenoana
Monapia guenoana là một loài nhện trong họ Anyphaenidae.
Loài này thuộc chi Monapia. Monapia guenoana được M. J. Ramírez miêu tả năm 1999.